# Saprinus georgicus
Saprinus georgicus é uma espécie de insetos coleópteros polífagos pertencente à família Histeridae.
A autoridade científica da espécie é Marseul, tendo sido descrita no ano de 1862.
Trata-se de uma espécie presente no território português.